# Пошехонский сыр
Пошехо́нский сыр — российский твёрдый сычужный сыр. Жирность — 45 %. Масса нежная, пластичная, однородная. Цвет — от белого до светло-жёлтого, на разрезе видны небольшие круглые или овальные глазки. Чистый умеренно выраженный сырный вкус, слегка пряный и кисловатый.

## Изготовление
Изготавливают сыр из пастеризованного и нормализованного по степени жирности коровьего молока, с добавлением бактериальных заквасок и сычужного фермента. Низкая температура второго нагревания. Продолжительность созревания — 30 суток, но у некоторых производителей доходит до 45. Выпускается в форме круглых головок массой 3,5—7 кг.

## История
Название дано в честь Пошехонского сыродельного завода, где этот сыр изготавливали. Рецептура разработана П. А. Авдиенко при активном участии Р. Э. Герлаха, заведующего (с 1929 по 1942 год) кафедрой молочного дела Тимирязевской академии. Технология производства нового сыра, марка которого впоследствии получила название «Пошехонский», была утверждена во ВНИИ маслоделия и сыроделия в Угличе уже после смерти Авдиенко на основе его разработок. Начало производства — 1960-е годы. Пошехонский завод не восстановлен после разорения. Пошехонский сыр производится также на других предприятиях России и Белоруссии.